# Trung tâm thương mại

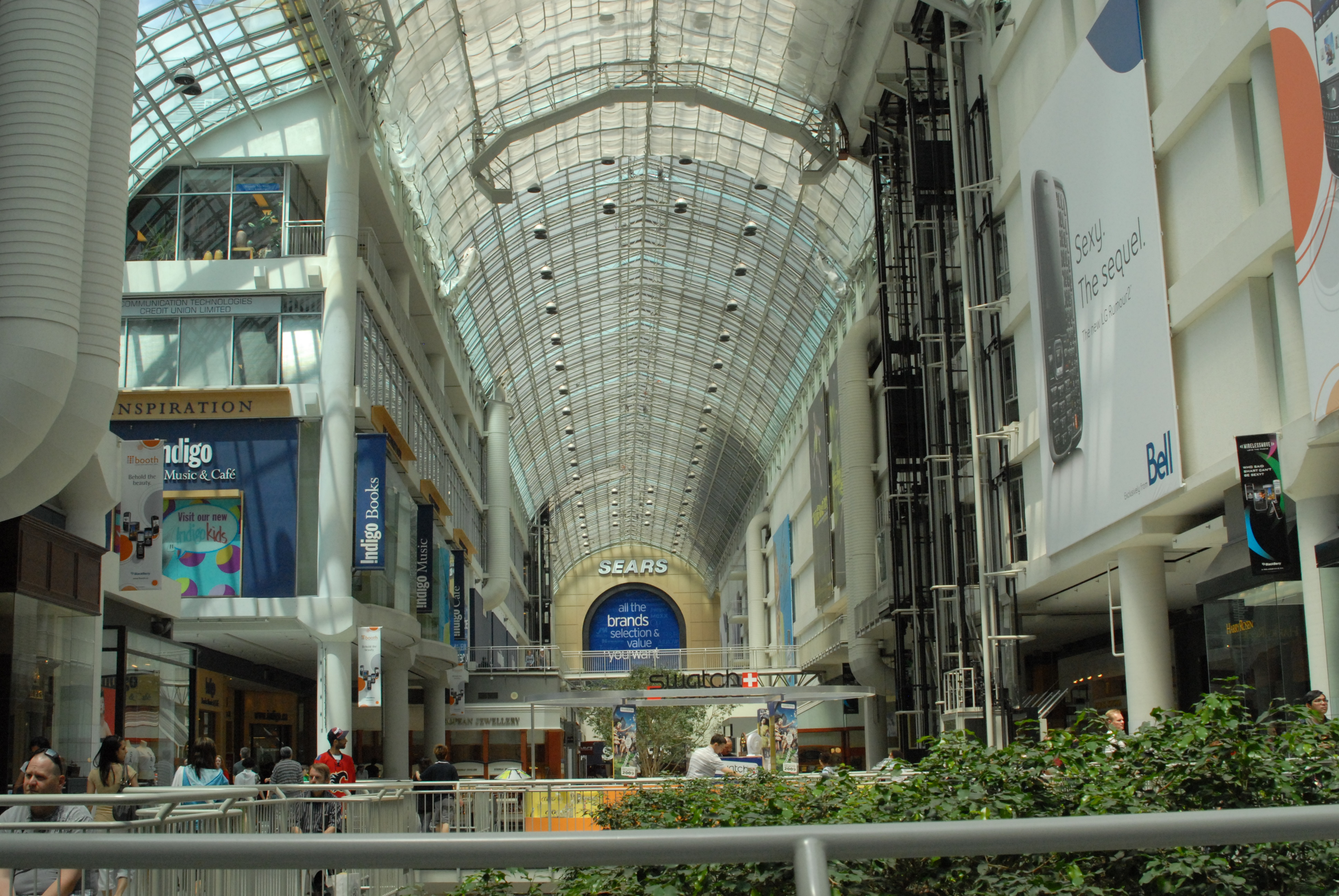
Bên trong Trung tâm Eaton Toronto tại Toronto, Ontario, Canada.

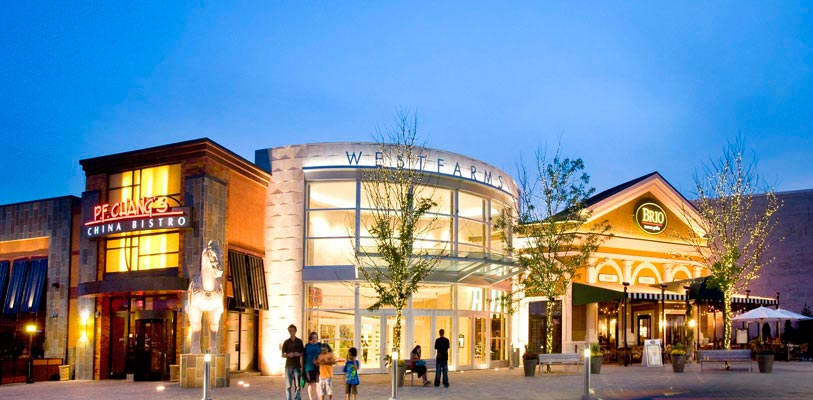
Westfarms Mall ở West Hảtford, Connecticut.

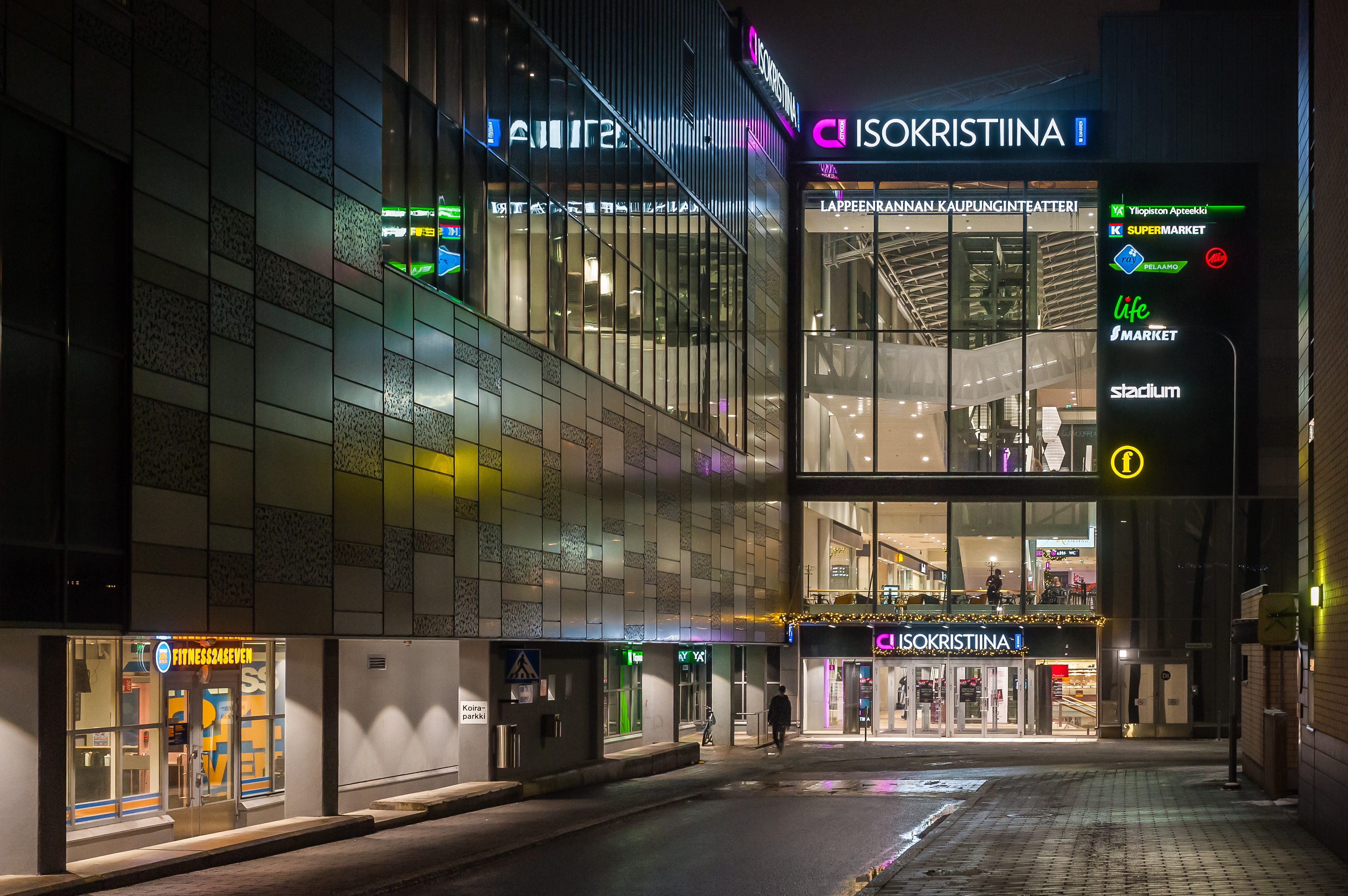
Trung tâm IsoKristiina tại Lappeenranta, Phần Lan.

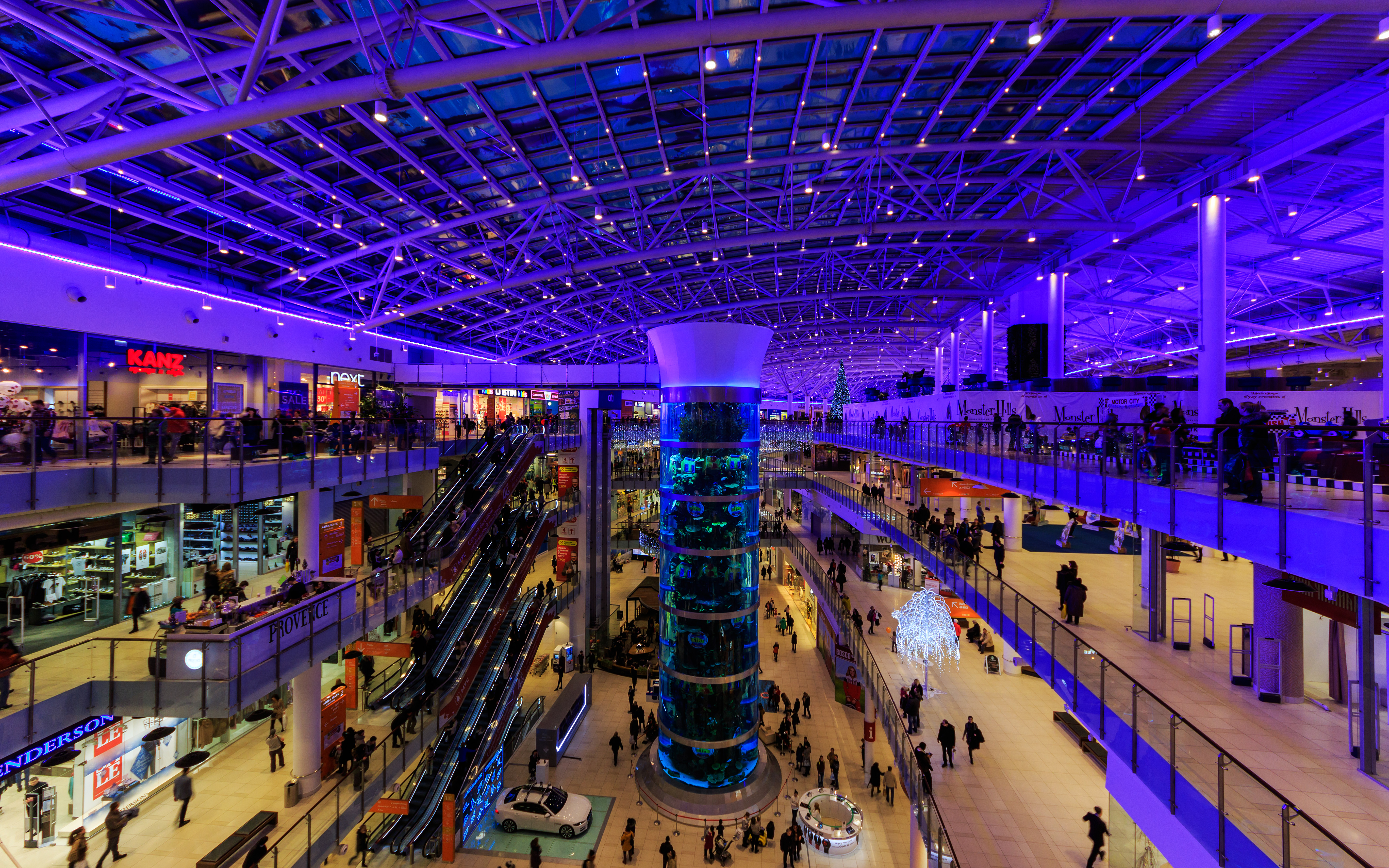
Bên trong trung tâm mua sắm Aviapark tại Moskva, Nga.

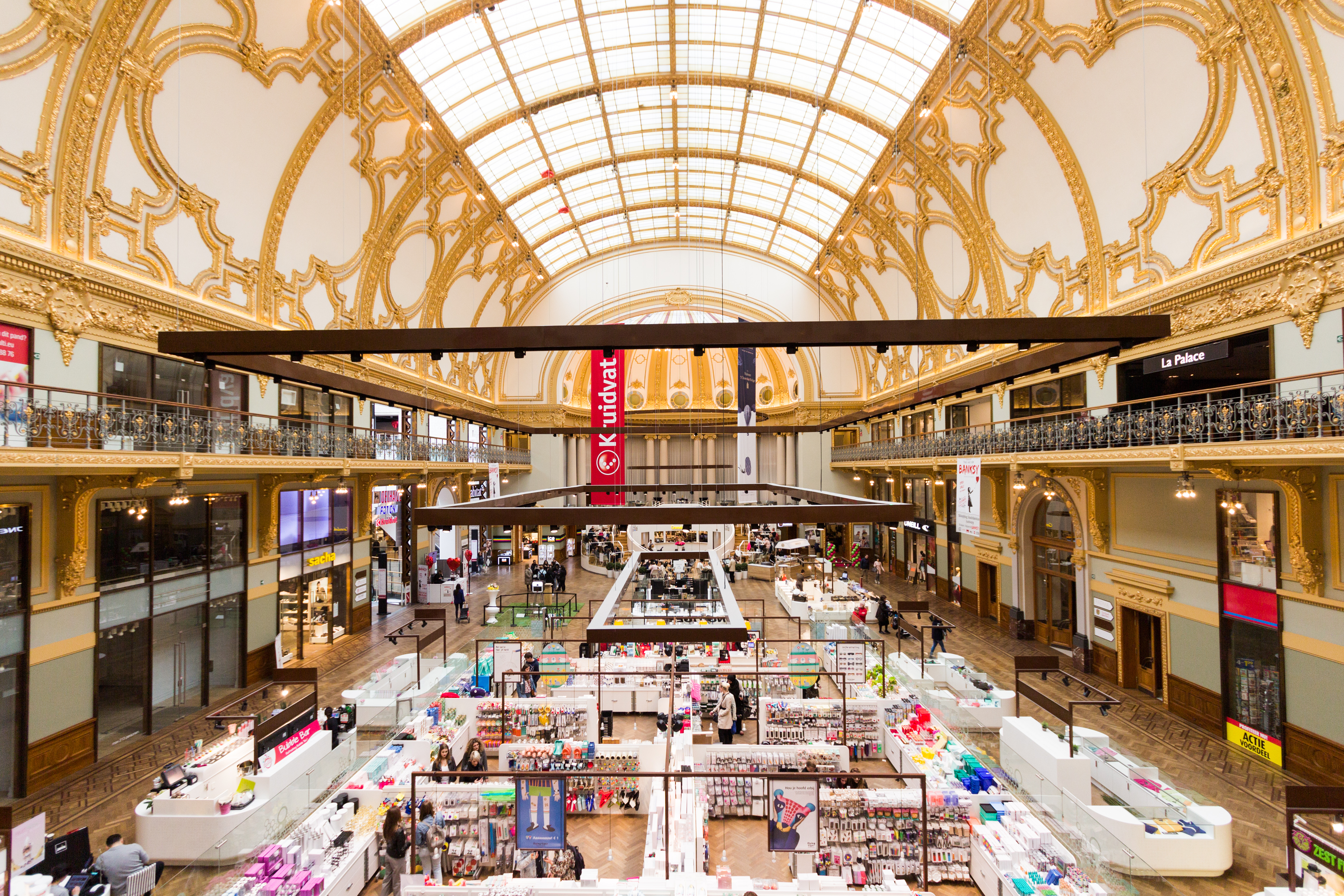
Bên trong trung tâm thương mại Stadsfeestzaal tại Antwerp, Bỉ.

Trung tâm thương mại (Tiếng Anh Mỹ: shopping mall, Khối thịnh vượng chung: shopping centre), trung tâm mua sắm hay thương xá là một nhóm các cửa hàng được xây dựng cùng nhau, đôi khi dưới một mái nhà. Các loại hình trung tâm mua sắm tại Bắc Mỹ, bao gồm các "shopping mall", được kết hợp gồm cửa hàng bách hoá, trung tâm thương mại quy mô khu dân cư nhỏ hơn, thậm chí nhỏ hơn là các trung tâm mua sắm dải (strip mall). Các trung tâm mua sắm cũng có thể được chuyên môn hoá cho các mục đích bao gồm các trung tâm quyền lực về bán lẻ, lối sống, mua bán ngoài trời (factory outlet) và các không gian lễ hội ngoài trời.
Tại Vương quốc Anh, sự khác biệt được thể hiện giữa các trung tâm mua sắm (cửa hàng dưới một mái nhà), khu mua sắm (khu vực dành cho người đi bộ của một thị trấn hoặc thành phố nơi có nhiều cửa hàng bán lẻ), "high street" (đường phố - dành cho người đi bộ hoặc không - tập trung nhiều cửa hàng bán lẻ), và các khuôn viên bán lẻ (thường nằm ngoài trung tâm thành phố, 5000 m2 hoặc lớn hơn và tại đó có cửa hàng lớn hoặc siêu thị, thay vì các cửa hàng bách hóa).

## Các loại
Hội đồng Trung tâm Mua sắm Quốc tế phân loại trung tâm mua sắm thành tám loại cơ bản: trung tâm khu phố, trung tâm cộng đồng, trung tâm khu vực, trung tâm siêu địa phương (superregional), trung tâm thời trang /mang nét đặc sắc, trung tâm quyền lực, trung tâm chủ đề/lễ hội và trung tâm ngoài trời. Những định nghĩa này được xuất bản năm 1999, không bị giới hạn ở các trung tâm mua sắm ở bất kỳ quốc gia cụ thể nào, nhưng các phiên bản sau này đã được thực hiện cụ thể cho Hoa Kỳ với một bộ riêng cho Châu Âu.

## Tại Việt Nam
Tính đến hết năm 2010, Việt Nam có 83 trung tâm thương mại, trong đó tập trung chủ yếu tại Hà Nội (18 trung tâm thương mại), Hải Phòng (7), Bình Dương (5), thành phố Hồ Chí Minh (4), Nghệ An (4) và Đà Nẵng (4).

## Hình ảnh

### Các trung tâm thương mại lớn trên thế giới

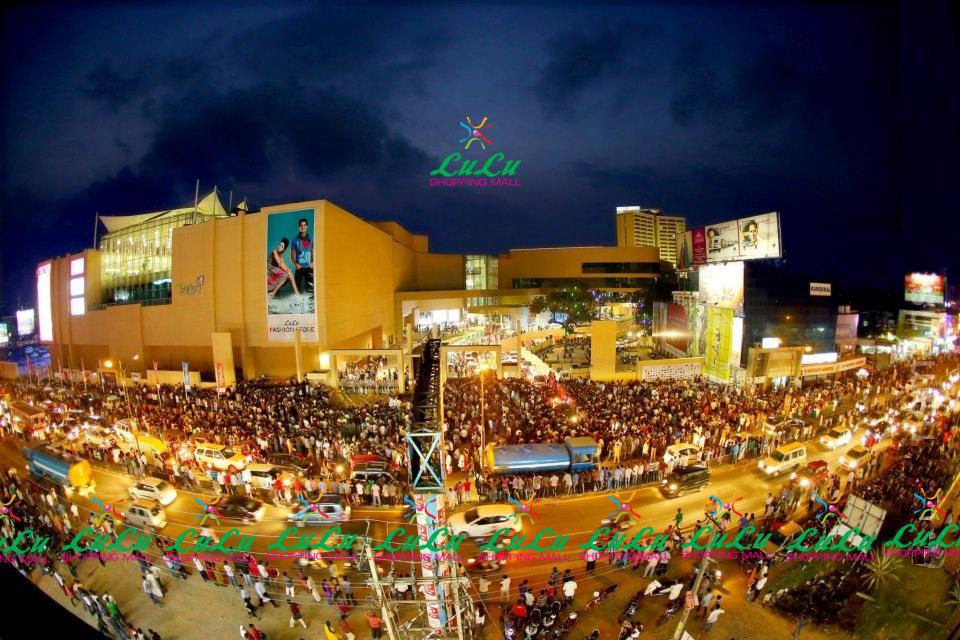
Lulu Mall-Cochin, trung tâm thương mại lớn nhất Ấn Độ
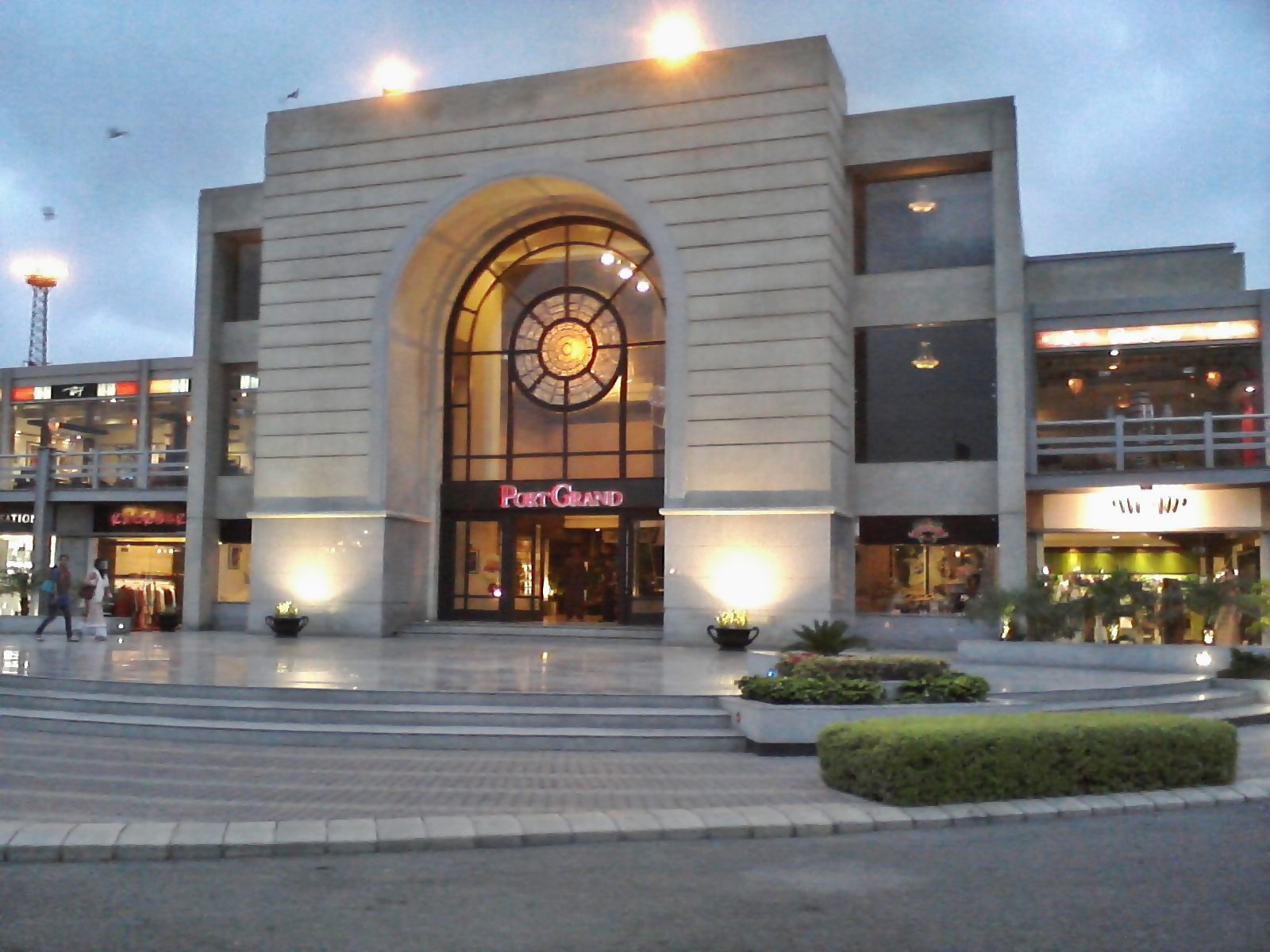
Port Grand Food and Entertainment Complex tại Karachi không chỉ là một trong những trung tâm thương mại cao nhất trong thành phố, mà đây còn là phố ẩm thực lớn nhất châu Á
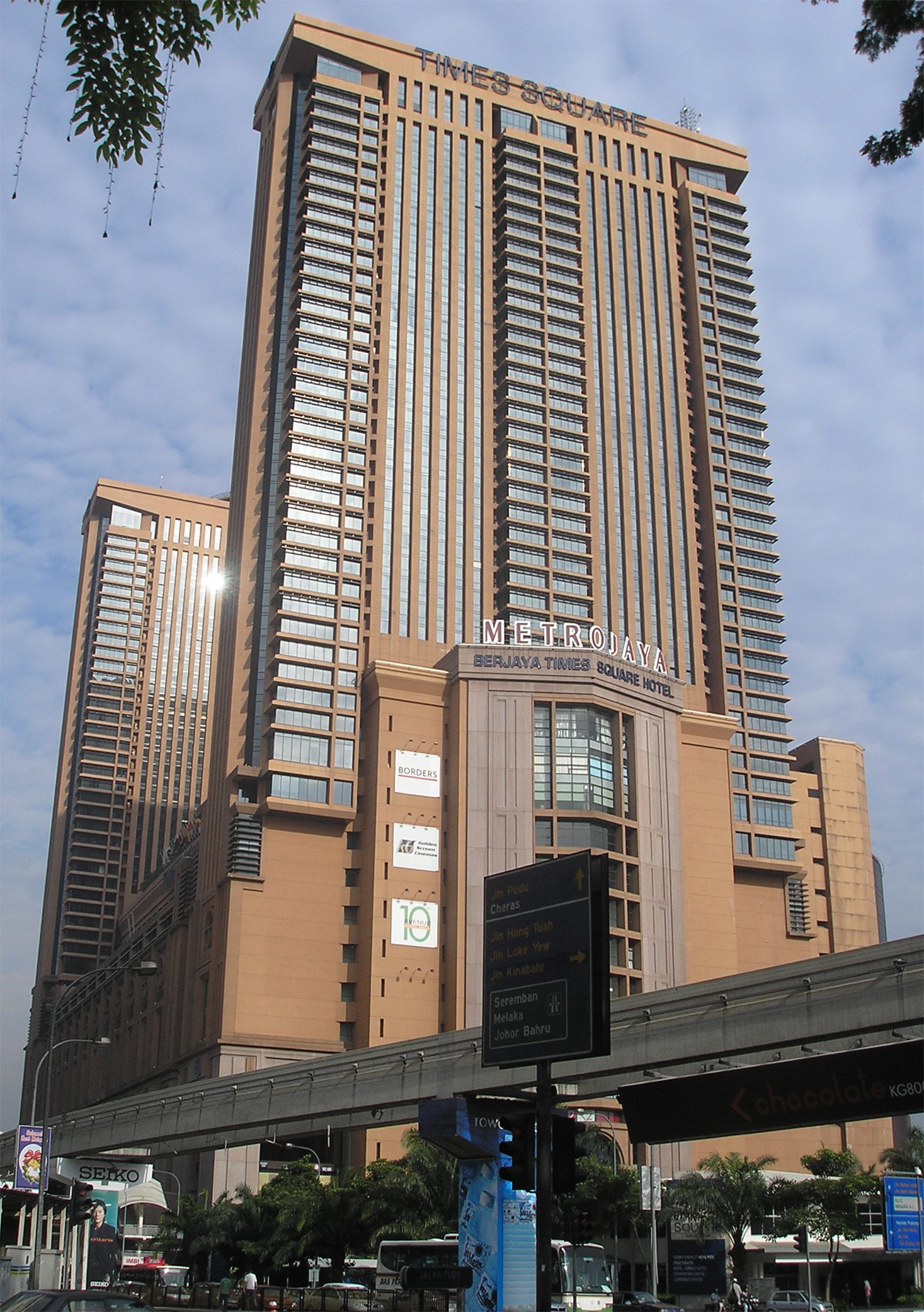
Berjaya Times Square tại Kuala Lumpur, Malaysia
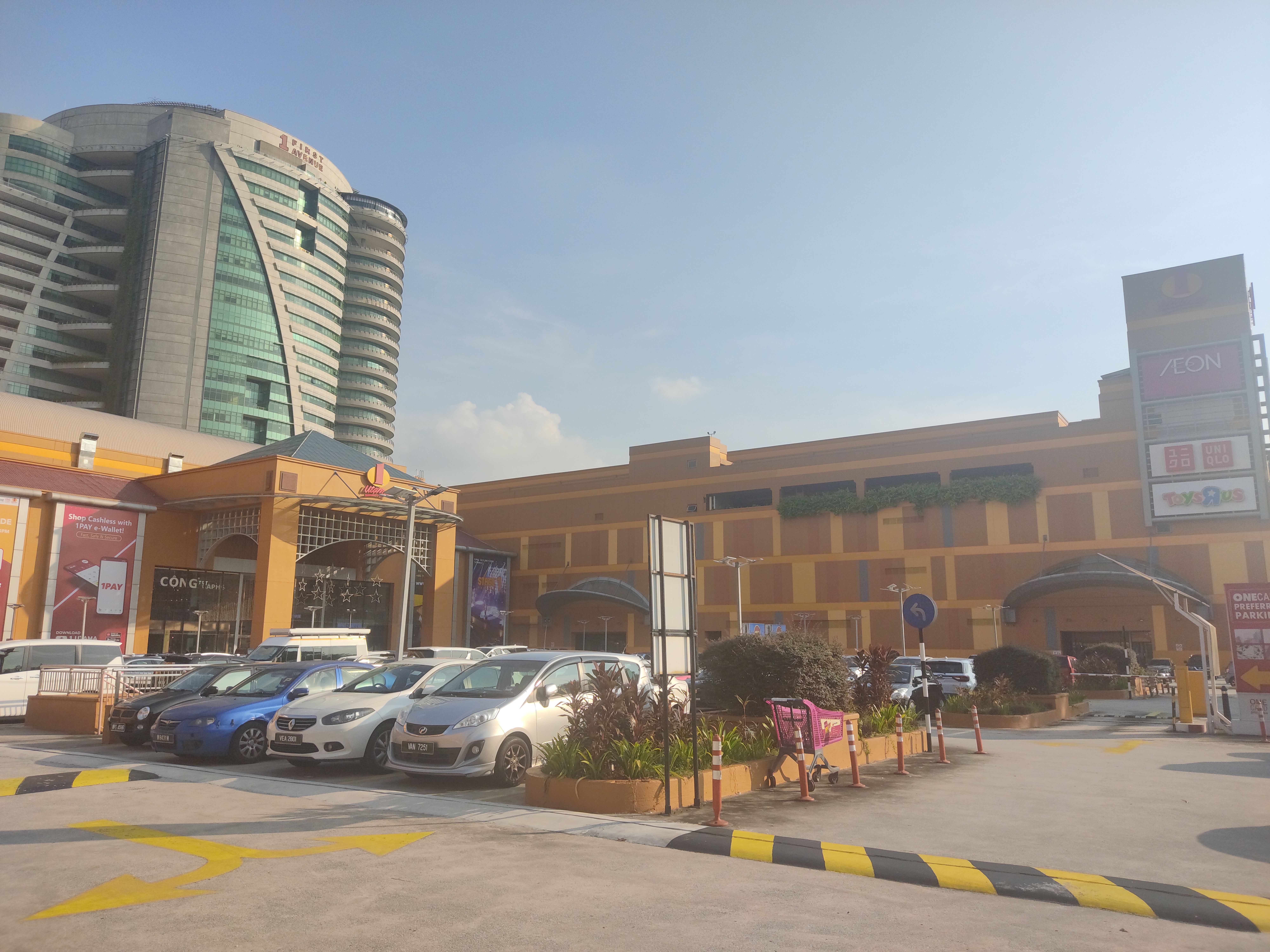
1 Utama tại Petaling Jaya, Malaysia
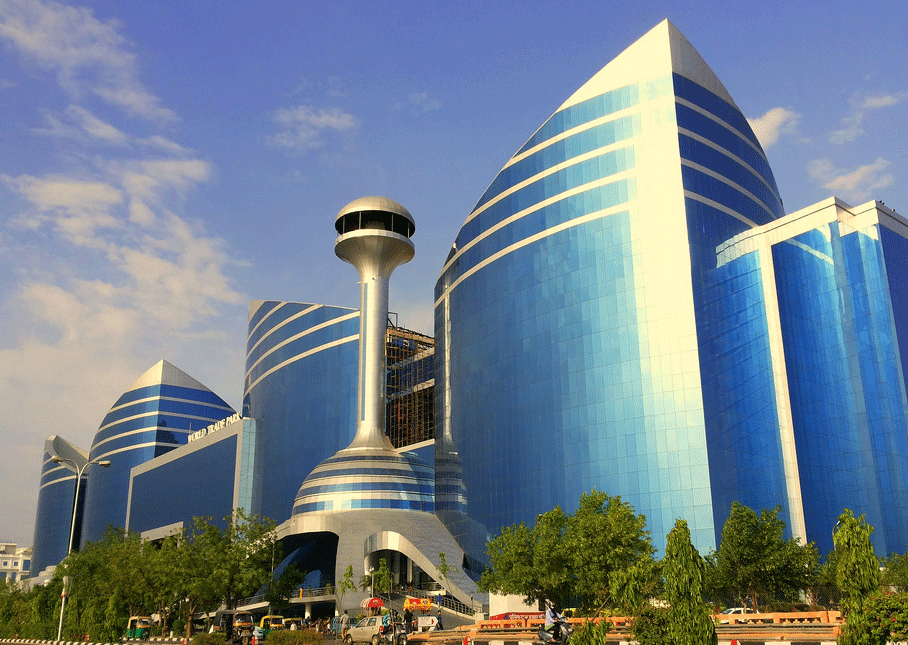
World Trade Park, Jaipur tại Rajasthan, trung tâm thương mại lớn thứ nhì tại Ấn Độ
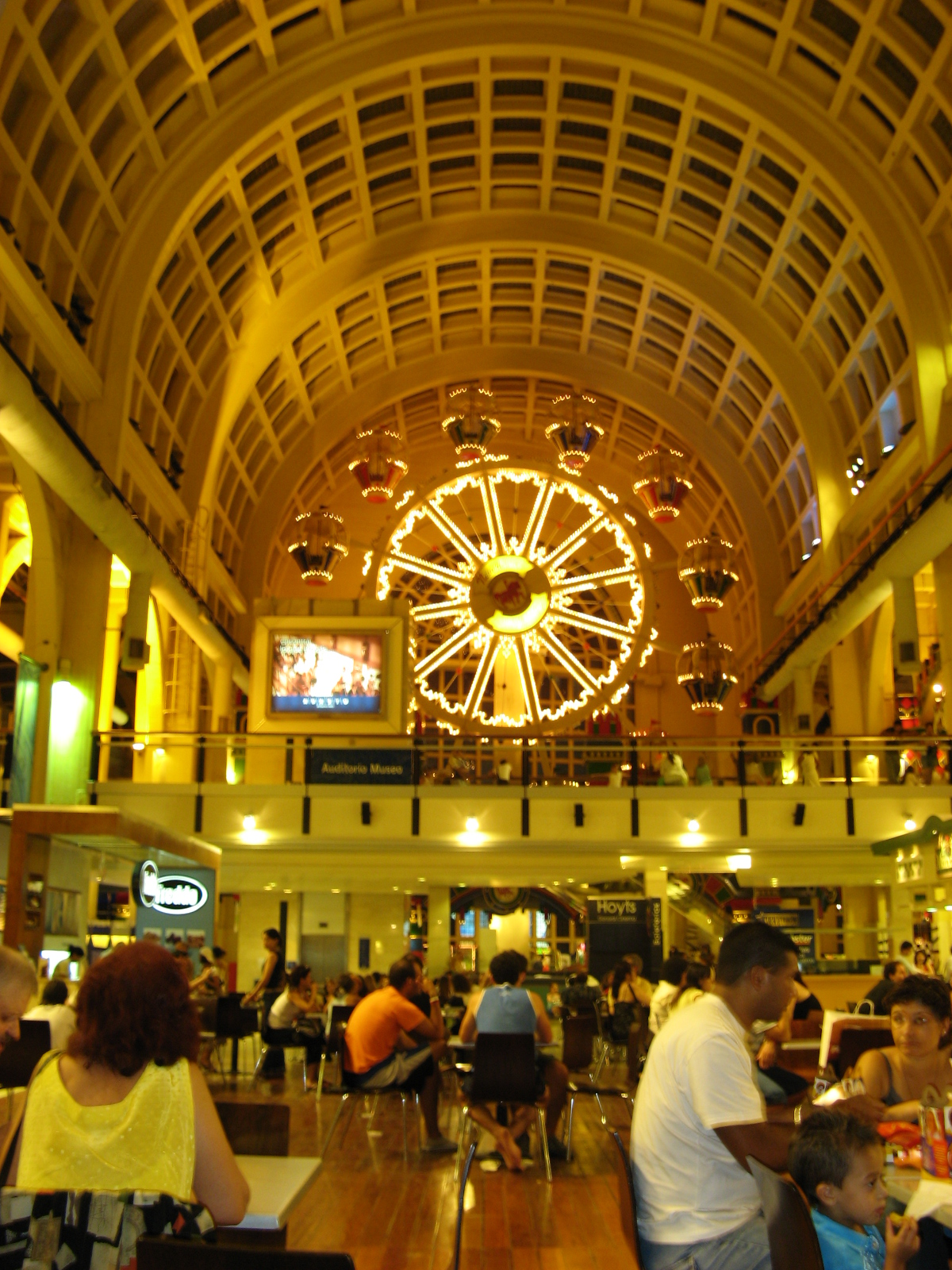
Abasto de Buenos Aires tại Buenos Aires, Argentina
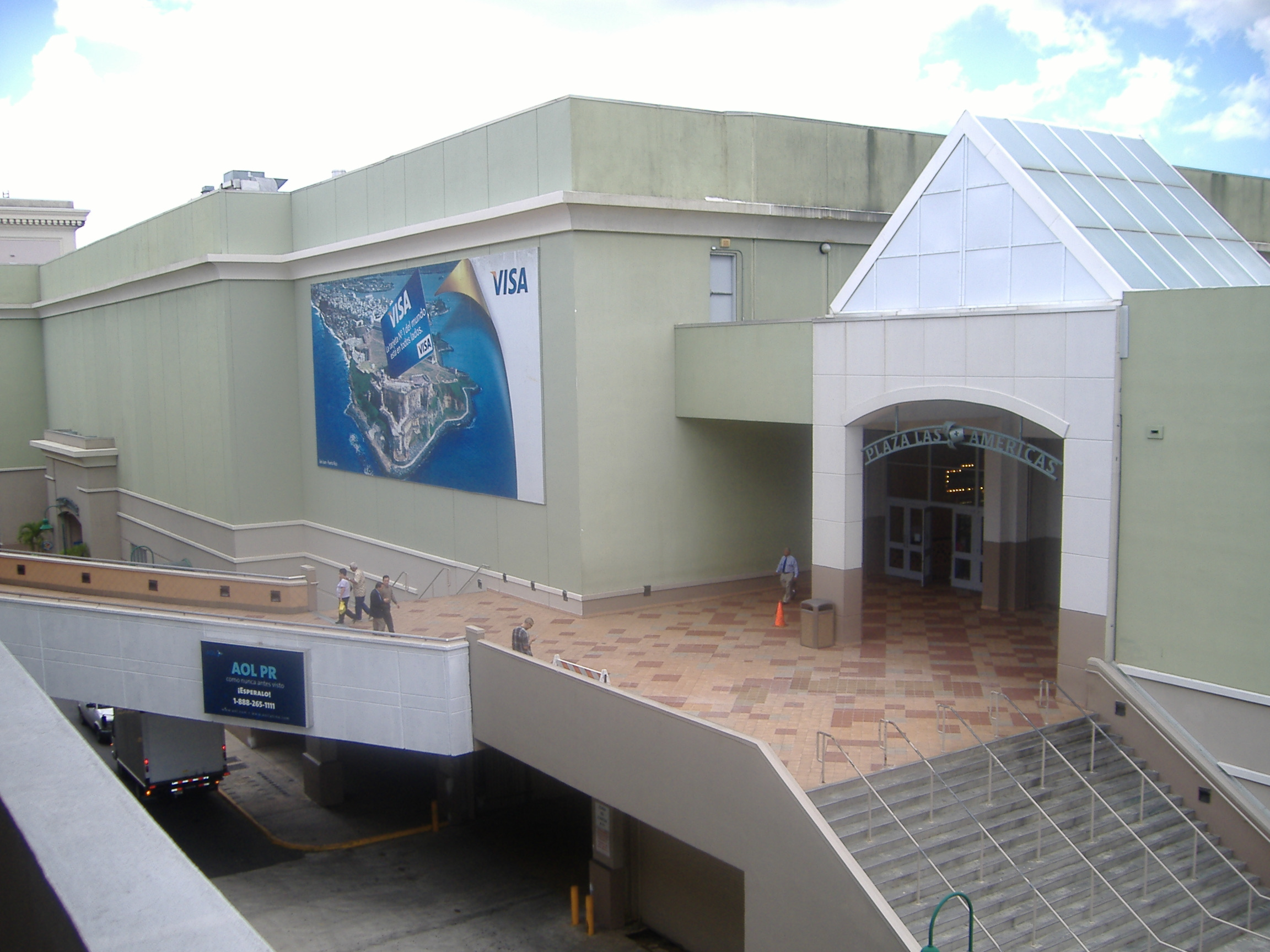
Plaza Las Américas, trung tâm mua sắm lớn nhất vùng Caribbean tại San Juan, Puerto Rico
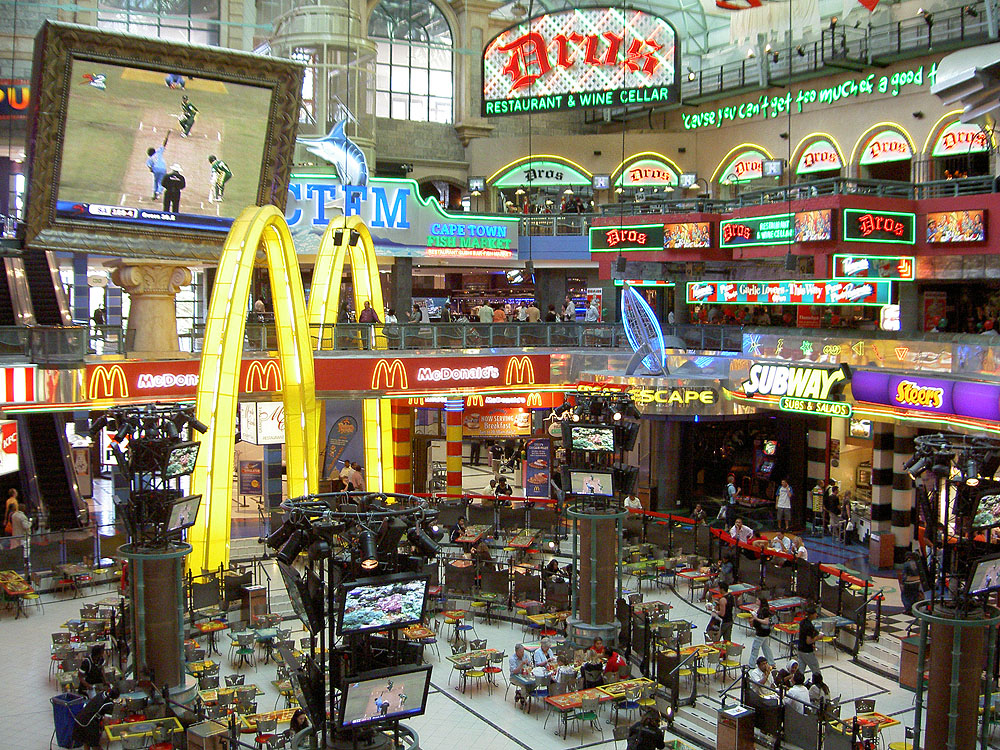
Canal Walk tại Cape Town, Nam Phi
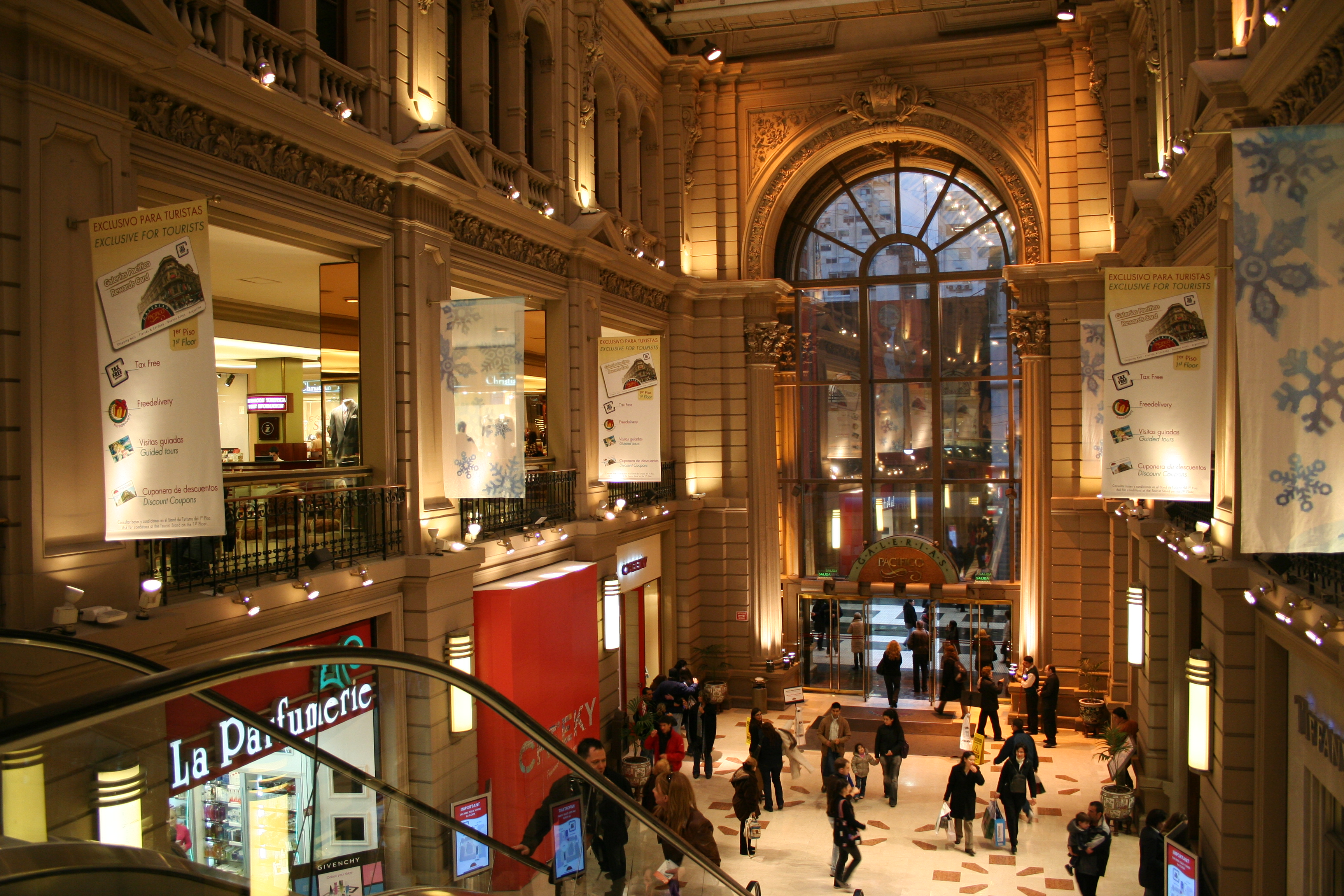
Galerías Pacífico tại Buenos Aires, Argentina
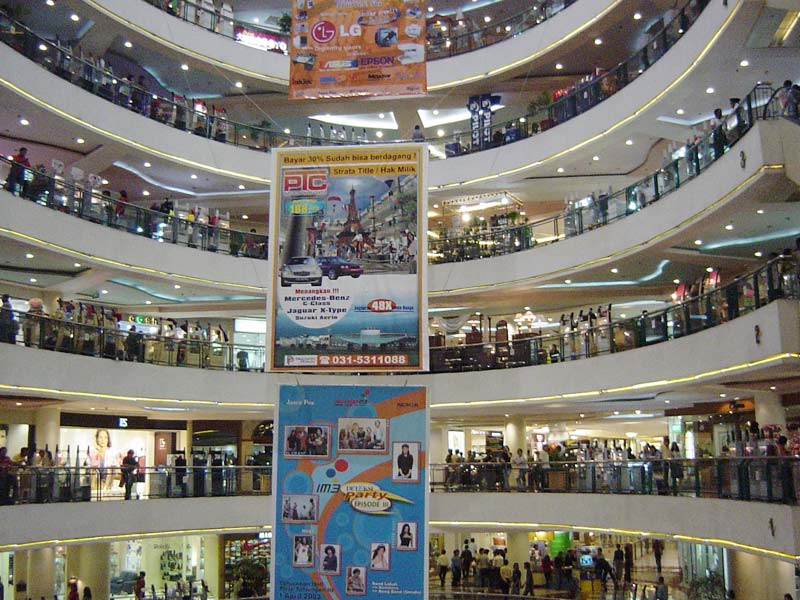
Tunjungan Plaza tại Surabaya, Indonesia
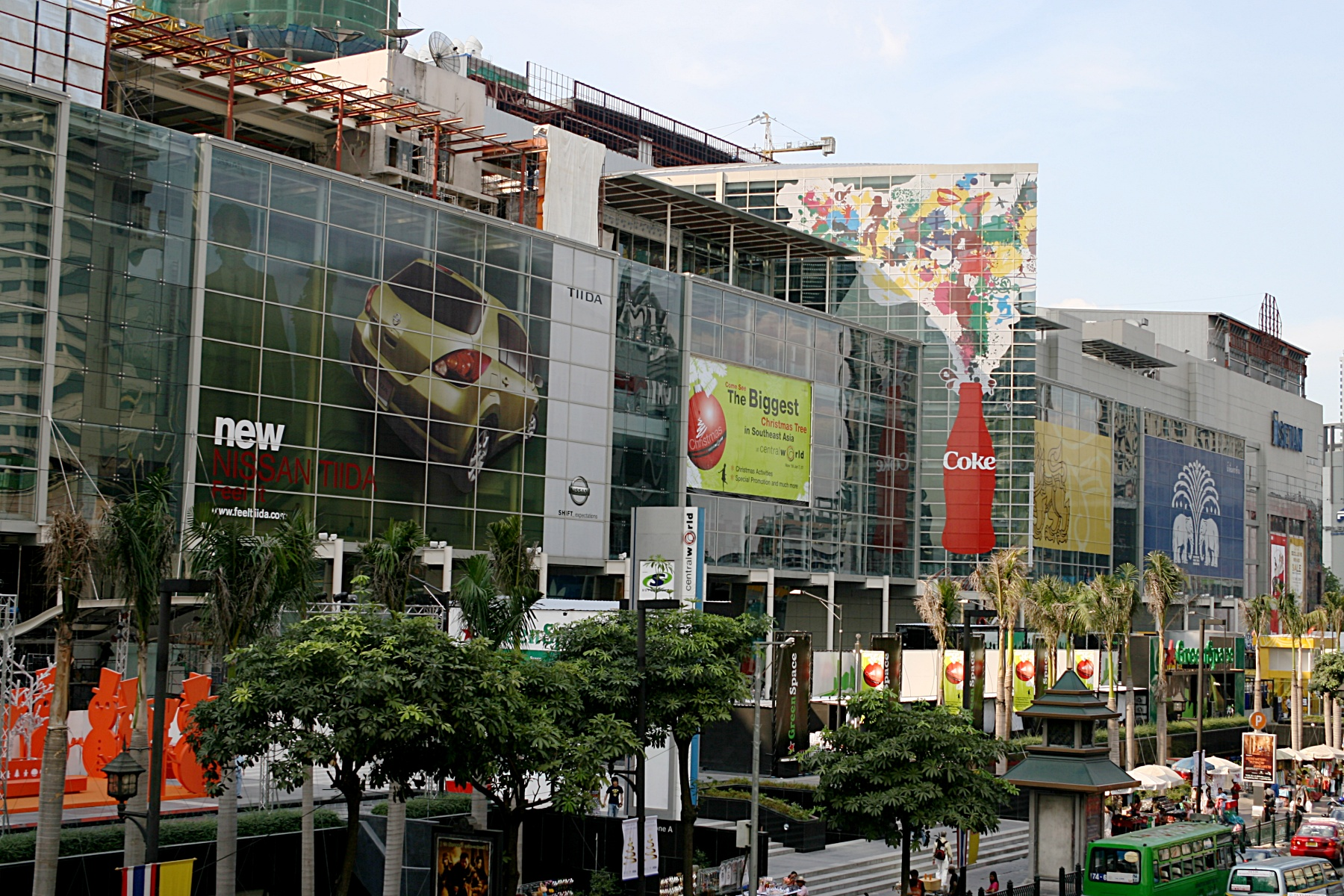
CentralWorld tại Bangkok, Thái Lan
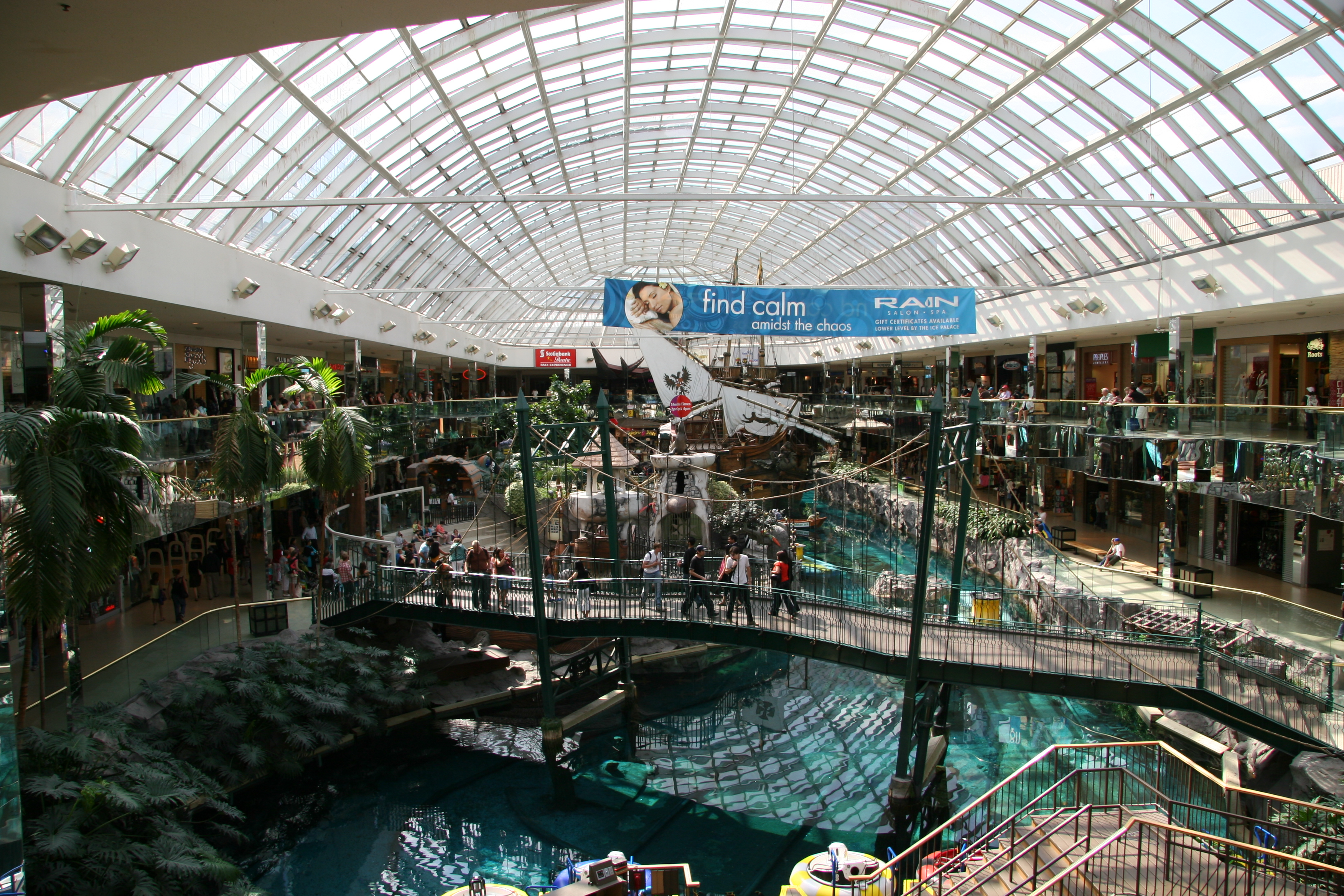
West Edmonton Mall tại Alberta, Canada
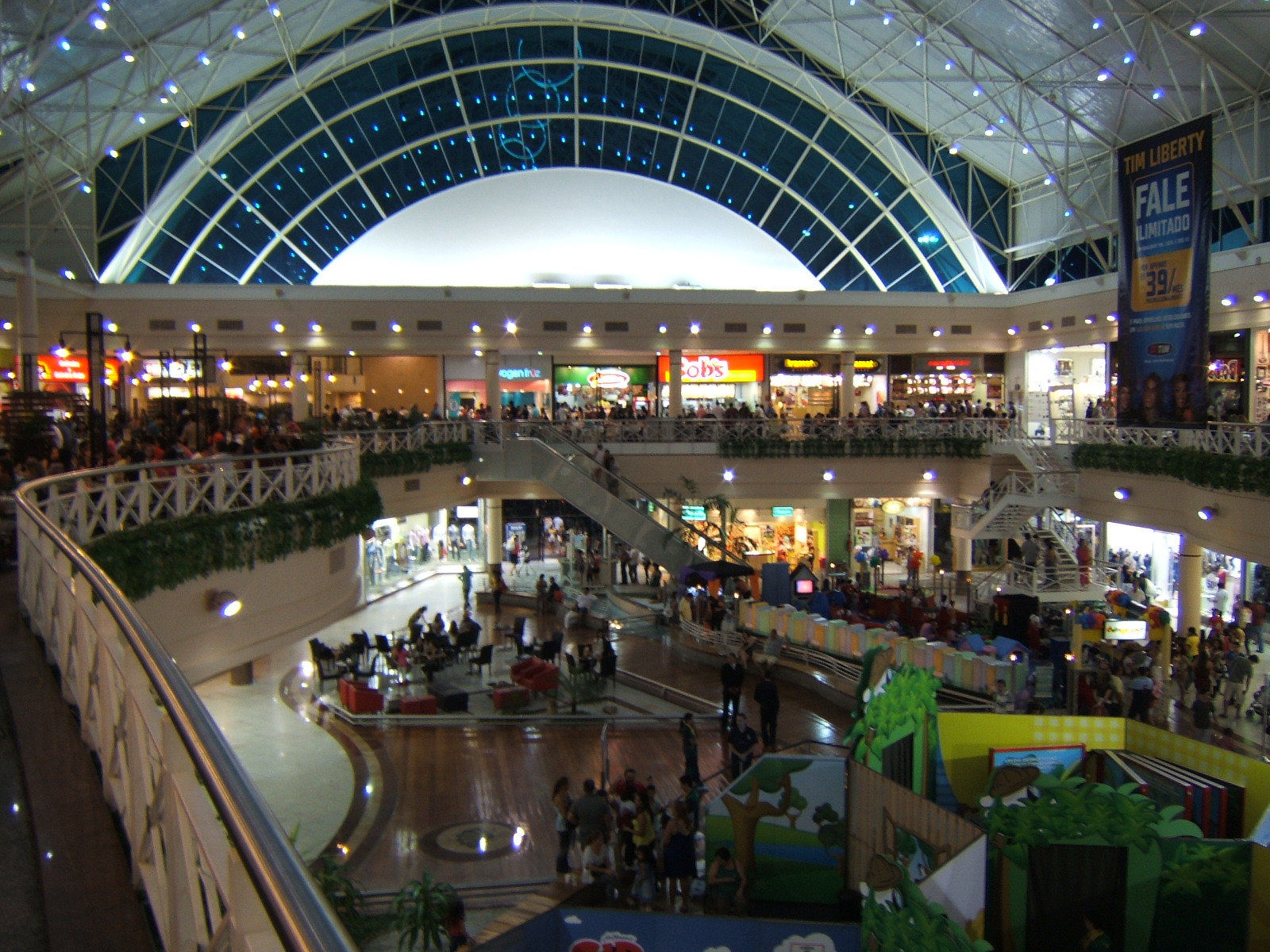
Iguatemi Fortaleza Shopping tại Fortaleza, Brazil
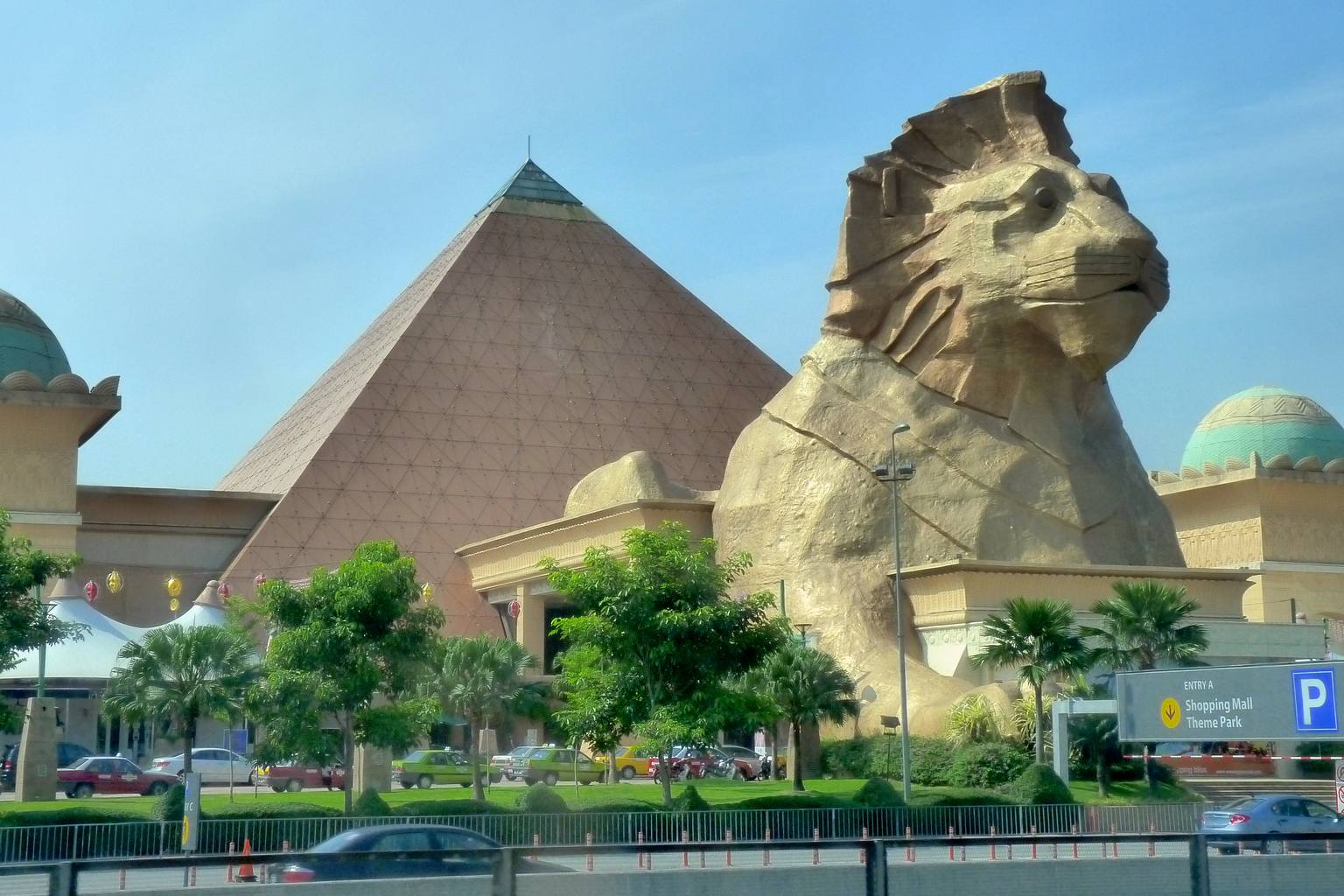
Sunway Pyramid tại Subang Jaya, Malaysia
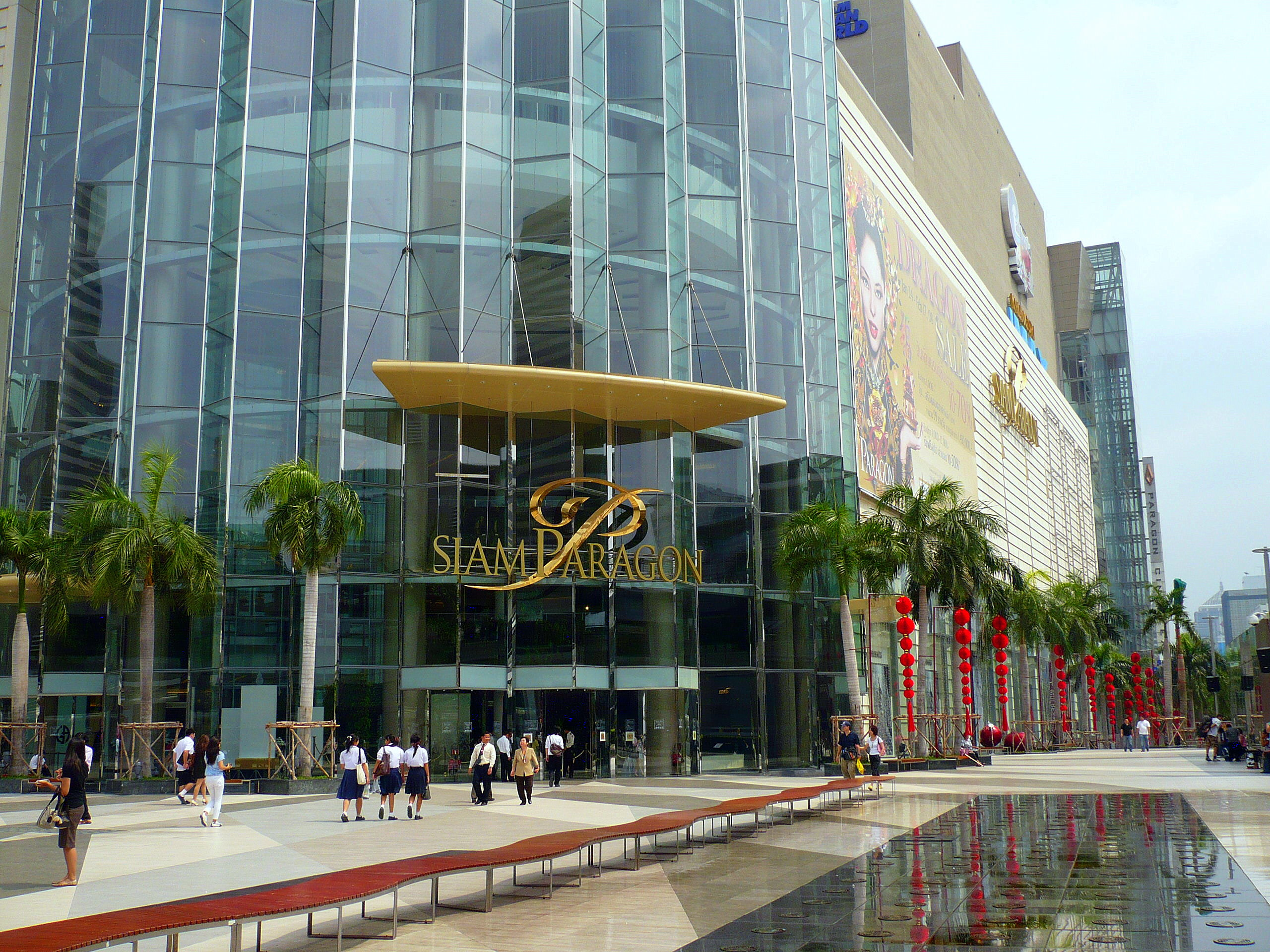
Siam Paragon tại Bangkok, Thái Lan
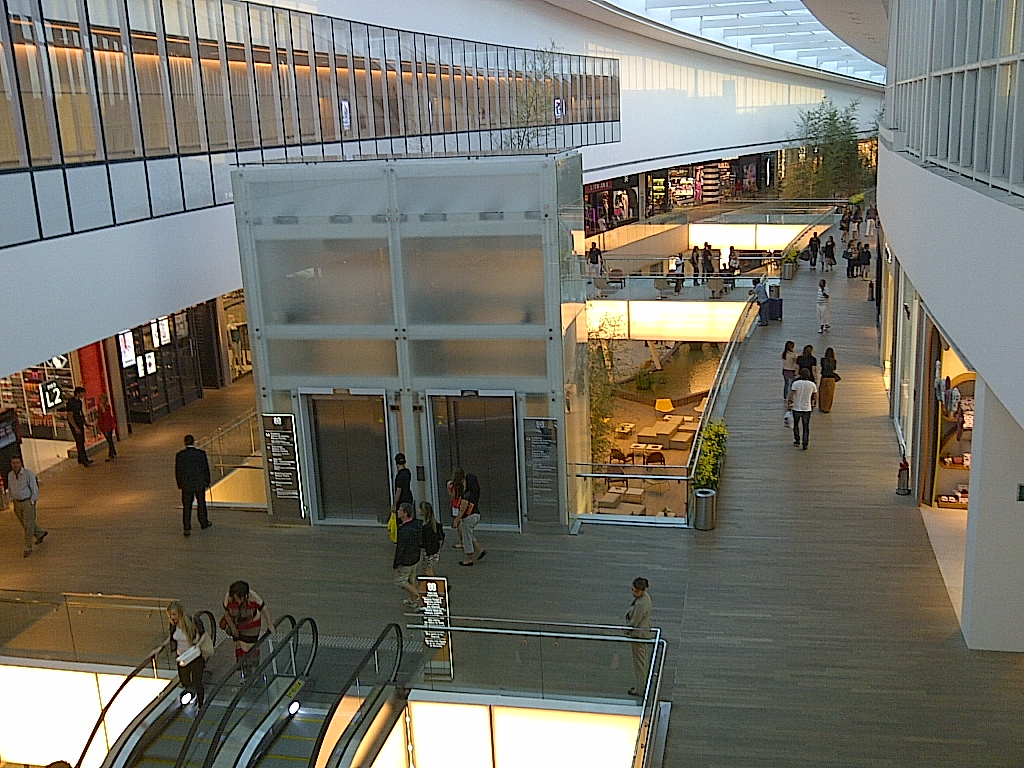
The Village Mall tại Rio de Janeiro, Brazil
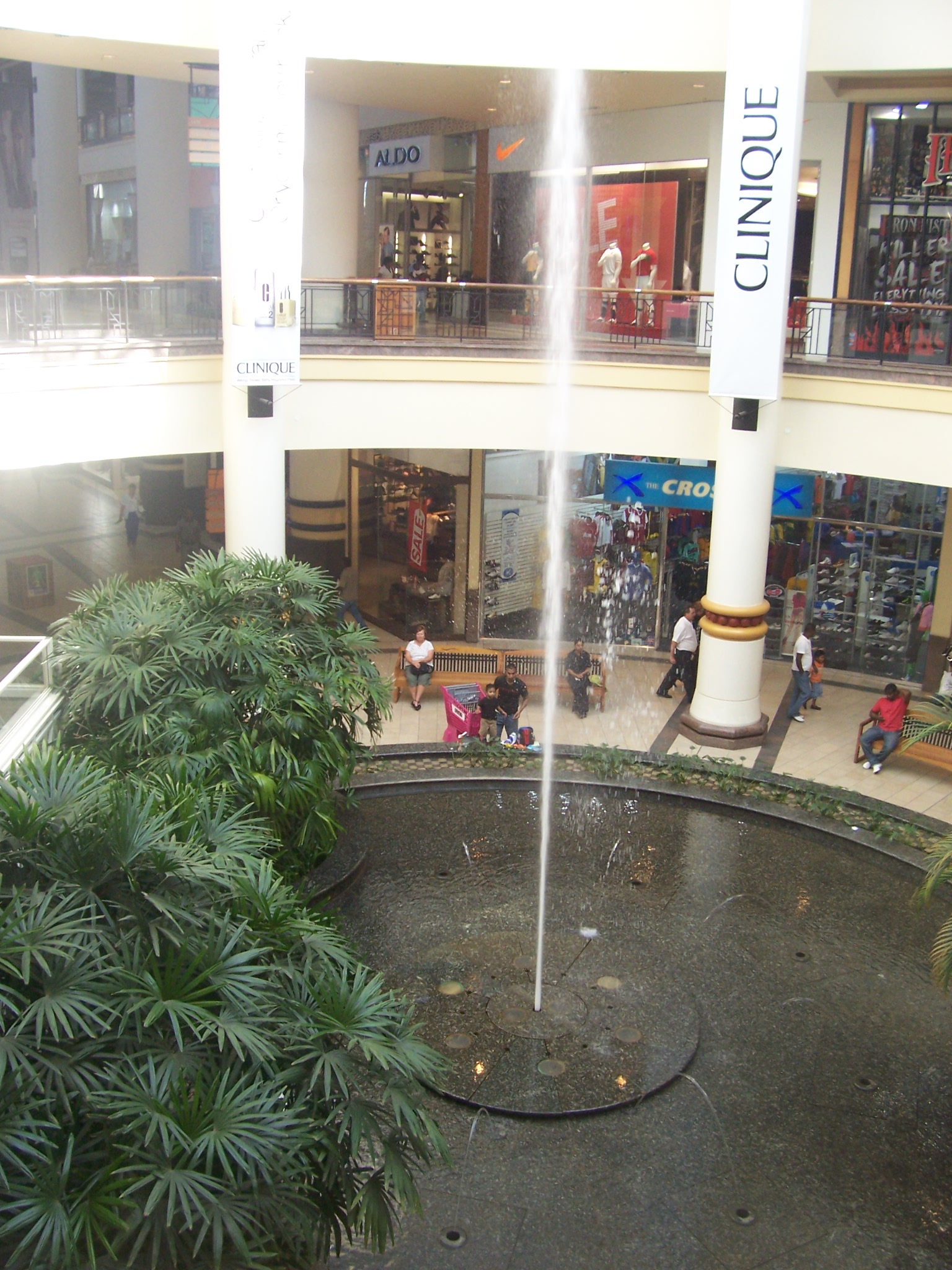
Gateway Theatre of Shopping tại Durban, Nam Phi
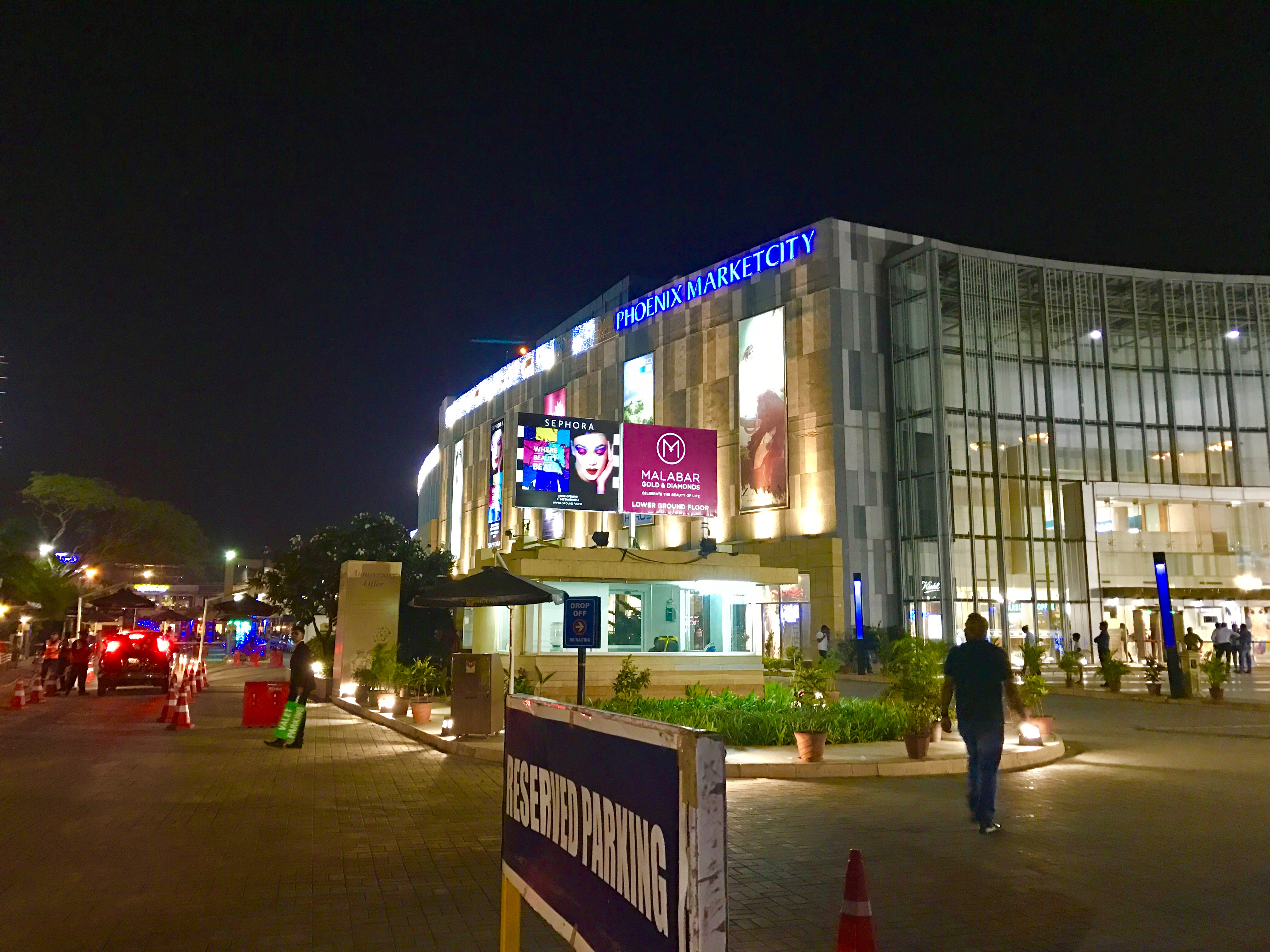
Phoenix Mall, trung tâm thương mại tại Bangalore, Ấn Độ